# Лоузан
 Тази статия е за града в Португалия.  За общината вижте Лоузан (община).  
Лоузан (на португалски: Lousã) е град в окръг Куимбра, централна Португалия, административен център на община Лоузан. Населението му е 9163 души (по данни от преброяването от 2011 г.).
Разположен е на 247 m надморска височина в предпланините на Сера да Ещрела, на 20 km югоизточно от град Куимбра. Според легендите селището е основано по време на мюсюлманското управление на Пиренейския полуостров, по време на Реконкистата там е изграден укрепен замък, а през XVI век получава градски привилегии. През 1906 година градът е свързан с железопътна линия до Куимбра.